# William Loko
William Loko est un footballeur français, né le 5 décembre 1972 à Sully-sur-Loire dans le département du Loiret. Il évolue au poste d'attaquant du début des années 1990 au début des années 2000.
Formé au Stade de Reims, il évolue ensuite aux Chamois niortais, à l'ES Wasquehal, au SM Caen et à l'ASOA Valence avant de terminer sa carrière à l'ES Wasquehal.
Il est le frère de l'international Patrice Loko.

## Biographie
Il évolue en tant qu'attaquant, comme son frère Patrice Loko, ancien international A. 
Il intègre le centre de formation du Stade de Reims lors de la saison 1991-92 avec des joueurs tels que Robert Pires, Cédric Daury, Pascal Bollini et Denis Abed.. Malheureusement, le club est rétrogradé en DH pour problème financier.
Il signe son premier contrat professionnel aux Chamois niortais club de Ligue 2.
Après quatre saisons dans les Deux-Sèvres, il s'engage pour l'ES Wasquehal. Dès la première saison, le succès est au rendez vous et le club est vice-champion de Championnat de National (10 buts). La saison suivante, William continue sur sa lancée en inscrivant 15 buts en Ligue 2 (1998) et termine, cette année-là, dans les meilleurs buteurs du championnat de Ligue 2.
À la suite de ses performances, il est recruté par le SM Caen dont l'ambition est la montée en Division 1. Des joueurs comme Rothen, Bernard Mendy ou Samuel Boutal laissent espérer de bonnes performances. Troisième à la fin des matchs allers, les normands s'écroulent pendant l'hiver pour terminer la saison à la 5e place.
En fin de saison, il part pour l'ASOA Valence, entraînée par Bruno Metsu. Il joue à la pointe de l'attaque avec l'international arménien Éric Assadourian, Philippe Celdran, Robert Malm et Bob Senoussi.
Il retourne l'année suivante à l'ES Wasquehal, où il joue une bonne saison, 9 buts en 30 matchs.
Il met un terme à sa carrière lors du match Wasquehal - Créteil, 1-0, but de William Loko, à cause d'une grave blessure au dos (hernie discale) pendant la saison 2001–2002.
En 2003–2004, il devient adjoint du manager général à l'ES Wasquehal (Michel Docquier) avant d'intégrer en 2004 l'EDHEC de Lilleoù il obtient un diplôme en management d'entreprise. 
Depuis 2008, il est organisateur d'événements autour de matchs de football et a créé avec son frère Loko Sport Événements basé à Vannes.

## Clubs successifs

### Joueur
- 1990-1992 : Stade de Reims (2 matchs)
- 1992-1996 : Chamois niortais FC (97 matchs, 6 buts)
- 1996-1998 : ES Wasquehal (73 matchs, 25 buts)
- 1998-1999 : SM Caen (32 matchs, 4 buts)
- 1999-2000 : ASOA Valence (33 matchs, 5 buts)
- 2000-2002 : ES Wasquehal (33 matchs, 10 buts)

### Reconversion
- 2003-2004 : ES Wasquehal Adjoint du Manager Général
- 2008-2009 : création de la société Loko Sport Evenements
- Depuis juillet 2022 : président du racing football club de Roubaix

## Palmarès
- Championnat de national (D3) :
  - Vice-champion en 1997 (ES Wasquehal).